# Paspalum dedeccae
Paspalum dedeccae är en gräsart som beskrevs av Quarín. Paspalum dedeccae ingår i släktet tvillinghirser, och familjen gräs. Inga underarter finns listade i Catalogue of Life.